# Matoma
Matoma, pseudonimo di Tom Stræte Lagergren (Åsnes, 29 maggio 1991), è un disc jockey e produttore discografico norvegese.
Dopo aver ottenuto un buon successo internazionale con il singolo Old Thing Back, rivisitazione postuma di un brano inedito di The Notorious Big, Matoma ha iniziato a lavorare a remix ufficiali per vari artisti noti. Ha pubblicato due album in studio e numerosi singoli via Warner Music.

## Biografia e carriera
Matoma dà il via ufficialmente alla propria carriera nel 2014, quando su richiesta della Universal Music Germania produce un remix di When the Beat Drops di Marlon Roudette. Nel 2015 pubblica il singolo Old Thing Back, collaborazione postuma con The Notorious Big, raggiungendo un disco di platino in UK e posizionandosi in seconda posizione nella classifica norvegese. In seguito a questo risultato, il DJ inizia a lavorare per un ampio numero di artisti molto noti, realizzando fra gli altri un remix ufficiale della hit di Enrique Iglesias Bailando. Continua nel frattempo a pubblicare singoli inedit, collaborando con Akon e Astrid S. Sempre nel 2015 produce la collaborazione fra Jennifer Lopez e Jason Derulo Try Me, inclusa nell'album di quest'ultimo Everything Is 4.
Nel 2016 pubblica numerosi singoli, fra cui collaborazioni con artisti di rilievo come Sean Paul, e pubblica il suo album di debutto Hakuna Matoma. Sempre nel 2016 ottiene un notevole successo internazionale con il brano All Night in collaborazione con i The Vamps, che ottiene 5 dischi di platino e 5 dischi d'oro fra i vari mercati musicali, e con False Alarm con Becky Hill, che raggiunge la terza posizione nella classifica norvegese. Tra 2017 e 2018 continua a pubblicare svariati singoli e collaborazioni con altri artisti, realizzando anche una seconda collaborazione con Enrique Iglesias e ottenendo una top 20 in Norvegia con una seconda collaborazione postuma con The Notoious Big, a cui prendono parte anche Faith Evans e Snoop Dogg.
Nel 2018 pubblica. il suo secondo album One in a Million: il progetto si posiziona nella top 20 della classifica norvegese. Negli anni successivi continua a pubblicare singoli in collaborazione con altri artisti. Nel 2020 pubblica l'EP Rytme.

## Discografia

### Album in studio
- 2016 – Hakuna Matoma
- 2018 – One in a Million

### EP
- 2020 – Rytme

### Singolo
- 2015 – Old Thing Back (con The Notorious B.I.G. feat. Ja Rule e Ralph Tresvant)
- 2015 – Stick Around (feat.. Akon)
- 2015 – Running Out (feat.. Astrid S)
- 2016 – Paradise (con Sean Paul feat. KStewart)
- 2016 – Wonderful Life (Mi Oh My)
- 2016 – Take Me Back (feat. Christopher)
- 2016 – False Alarm (feat. Becky Hill)
- 2016 – All Night (con The Vamps)
- 2016 – Heart Won't Forget (feat. Gia)
- 2017 – Girl at Coachella (con Magic! feat. D.R.A.M.)
- 2017 – Party on the West Coast (con Faith Evans e The Notorious B.I.G. feat. Snoop Dogg)
- 2017 – Staying Up (con The Vamps)
- 2017 – Slow (feat. Noah Cyrus)
- 2018 – Lonely (feat. MAX)
- 2018 – I Don't Dance (Without You) (con Enrique Iglesias feat. Konshens)
- 2018 – Sunday Morning (feat. Josie Dunne)
- 2019 – When You Leave (feat. Nikki Vivianna)
- 2019 – Bruised Not Broken (feat. Kiana Ledé e MNEK)
- 2019 – All Around the World (feat. Bryn Christopher)
- 2019 – Higher (con Ally Brooke)
- 2019 – Keep It Simple (feat. Wilder Woods)
- 2020 – Peligrosa (Mimosas) (feat. LateNightJiggy)
- 2020 – The Bender (feat. Brando)
- 2020 – Let It Go (feat. Anna Clendening)
- 2020 – Good Vibes (con HRVY)
- 2020 – Wow (feat. Emma Steinbakken)
- 2020 – It's Christmas Time (con Michael Bolton)